# Relações entre Colômbia e Equador

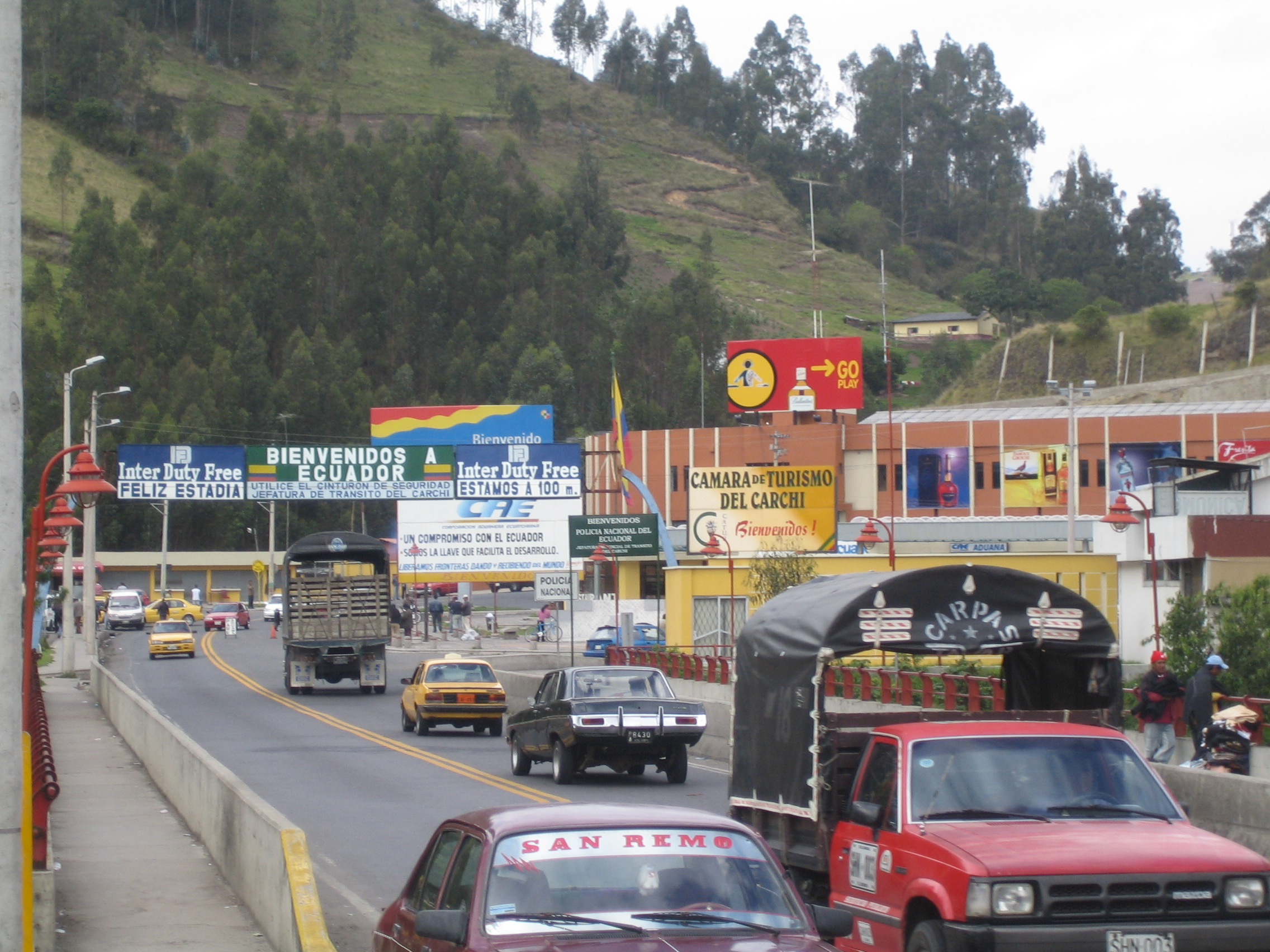
A principal passagem da fronteira Colômbia-Equador na rodovia Pan-americana.

As relações entre Colômbia e Equador são as relações diplomáticas entre a República da Colômbia e a República do Equador. Ambos são vizinhos no continente sul-americano, com uma extensão de 590 km na fronteira entre os dois países. Possuem fortes laços históricos, culturais e geográficos, mas ultimamente vêm passando por alguns conflitos.

## História
O atual território de ambos os países foi parte do Império Espanhol a partir do século XVI até o século XIX. Após as guerras de independência contra a Espanha lideradas por Simón Bolívar, Equador, Colômbia (então denominada Vice-Reino de Nova Granada) e a Venezuela, passaram a fazer parte da República da Grã-Colômbia, em 1819. A Grã-Colômbia se esforçou para manter-se unida, como um país, e após intensos conflitos civis entre facções políticas, a união se desfez em 1830.